# Villa della Giovannina
La Villa o Castello della Giovannina è localizzata in provincia di Bologna nei pressi di San Matteo della Decima, frazione a nord del comune di San Giovanni in Persiceto, al confine con Cento, su via Giovannina.
Nonostante sia sempre stata una residenza signorile, la Villa viene anche denominata Castello a causa delle caratteristiche torri merlate che ricordano le costruzioni a forma di castello quadrilatero con torri della tradizione medioevale.

## La storia
La Villa o Castello della Giovannina venne dedicata a Giovanni II di Bentivoglio, Signore di Bologna, che la commissionò nel 1490 a Sebastiano Serlio,e costruita nel 1504.
Si deve altresì ad Ercole Aldrovandi la costruzione dell'imponente palazzo signorile (intorno all'anno 1565), poi ampiamente ristrutturato nel tardo Ottocento. Infatti, l'attuale aspetto le venne dato proprio dai restauri seguiti tra gli anni 1897 e 1902 dall'architetto Giuseppe Ceri, il quale fece anche costruire l'oratorio.
Attualmente la Villa è data in concessione ad una società di catering per l'organizzazione di eventi, quali matrimoni, conferenze, ecc.
Le due scosse sismiche del 20 maggio e 29 maggio 2012 l'hanno lesionata in alcune parti dei torrioni e nella cappellina adiacente (soprattutto la piccola torre campanaria)

## Le opere d'arte

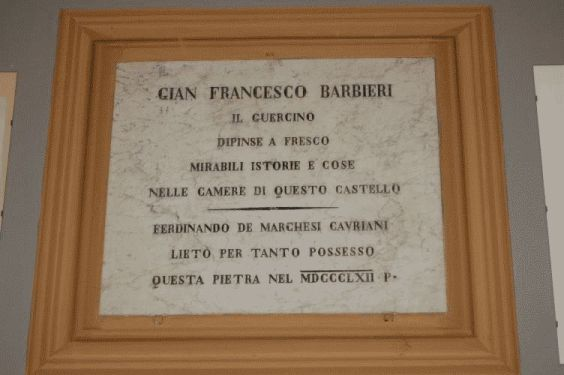
Targa commemorativa

La villa conserva al suo interno numerose e pregevoli sale con affreschi attribuiti al Guercino e agli allievi della sua bottega, realizzati tra il 1617 ed il 1632.
Gli affreschi illustrano poemi celebri come l'Orlando furioso, la Gerusalemme liberata, l'Eneide, Il pastor fido e La secchia rapita.